# Balleroy
Cet article possède un paronyme, voir Valleroy.
Balleroy est une ancienne commune française, située dans le département du Calvados en région Normandie, devenue le 1er janvier 2016 une commune déléguée au sein de la commune nouvelle de Balleroy-sur-Drôme.
Elle est peuplée de 912 habitants.

## Géographie
Le village est situé à la lisière de la forêt de Balleroy, à treize kilomètres de Bayeux et vingt kilomètres de Saint-Lô, dans la vallée de la Drôme.
| Vaubadon (comm. nouv. de Balleroy-sur-Drôme) | Vaubadon (comm. nouv. de Balleroy-sur-Drôme), Castillon | Castillon |
| Montfiquet, La Bazoque                       | Balleroy                                                | Planquery |
| La Bazoque                                   | Planquery                                               | Planquery |

## Toponymie
Le nom de la localité est attesté sous les formes Balaré en 1148 et Balleré en 1180.
Le toponyme serait issu de l'anthroponyme gaulois Balaros,.
Au cours de la période révolutionnaire de la Convention nationale (1792-1795), la commune a porté le nom de Bal-sur-Drôme.
Le gentilé est Biardais.

## Histoire
Propriété jusqu'en 1521 du seigneur d'Aunay, la seigneurie de Balleroy est rachetée par la famille Trextot. Jean de Choisy, conseiller, notaire et secrétaire du roi rachète à son tour la seigneurie de Balleroy ainsi que des terres à Cormolain, Montfiquet et Vaubadon. C'est au fils de Jean de Choisy, intendant de Metz, chevalier, conseiller du roi et du duc d'Orléans, seigneur de Balleroy, de Beaumont, de Grandcamp, de Léthanville et de Saint-Pierre que l'on doit les fondements du château actuel. Il inféoda aux habitants le territoire qui borda la grande place près du château, les obligeant à y construire leurs habitations.
Le seigneur de Balleroy obtient en 1634, l'établissement d'un marché hebdomadaire (le mardi) et de deux foires annuelles.
Le 1er janvier 2016, Balleroy intègre avec Vaubadon la commune de Balleroy-sur-Drôme créée sous le régime juridique des communes nouvelles instauré par la loi no 2010-1563 du 16 décembre 2010 de réforme des collectivités territoriales. Les communes de Balleroy et Vaubadon deviennent des communes déléguées et Balleroy est le chef-lieu de la commune nouvelle.

## Politique et administration
| Période                                  | Période       | Identité                                 | Étiquette | Qualité                                       |
| ---------------------------------------- | ------------- | ---------------------------------------- | --------- | --------------------------------------------- |
|                                          |               |                                          |           |                                               |
|                                          |               |                                          |           |                                               |
| 1842                                     | 1851          | Guillaume Edmond Villeroy                |           |                                               |
| 1856                                     | 1870          | François de La Cour, marquis de Balleroy |           |                                               |
| ca 1970                                  | ca 1993       | Pierre Blanchard                         |           |                                               |
| ?                                        | 2006          | Yvon Houel                               |           |                                               |
| 2006                                     | avril 2014    | Denis Legrand                            |           | Technicien                                    |
| avril 2014                               | décembre 2015 | Gilbert Montaigne                        |           | Retraité conseiller dans un centre de gestion |
| Les données manquantes sont à compléter. |               |                                          |           |                                               |

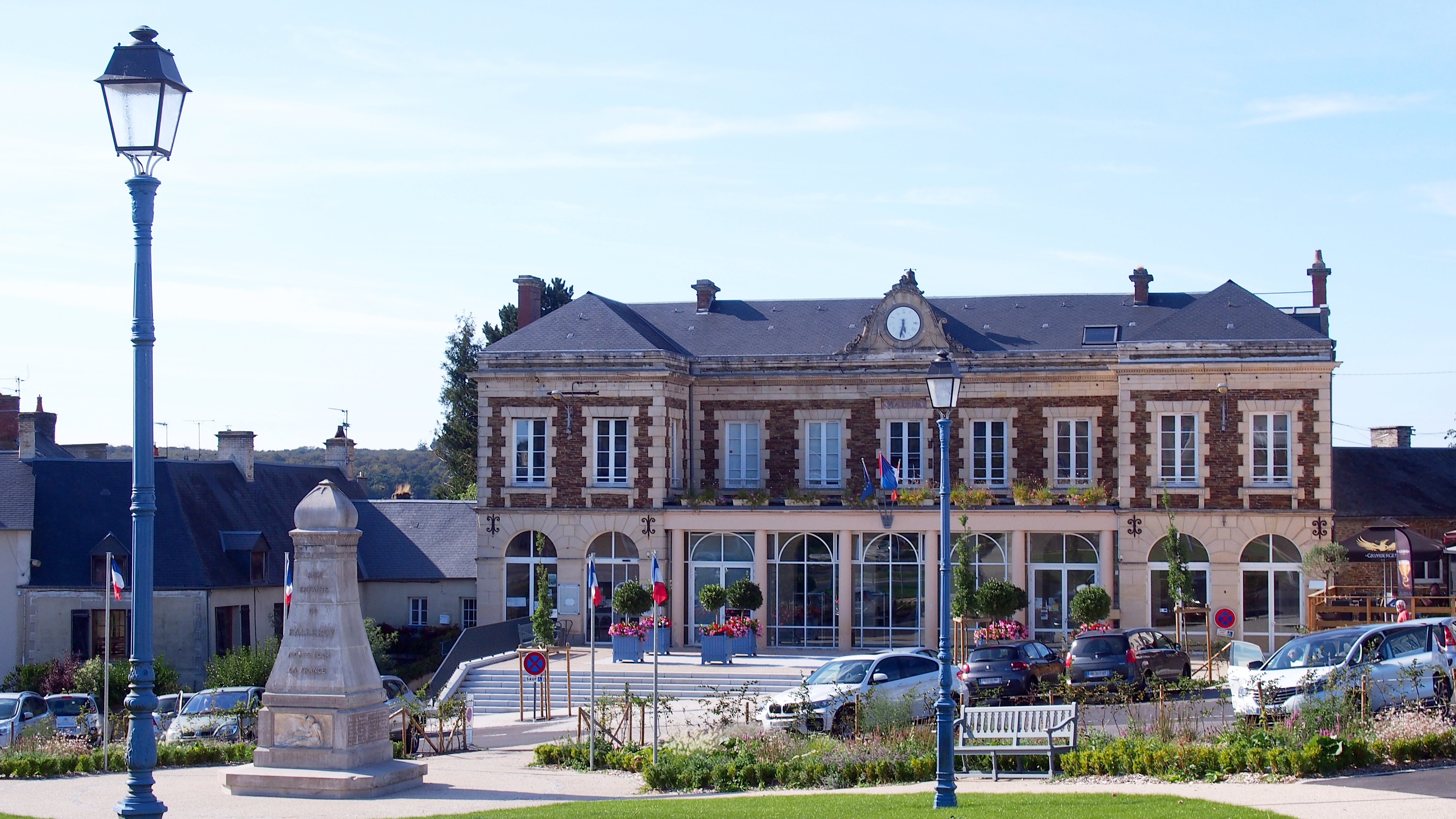
La mairie.

Le conseil municipal était composé de quinze membres dont le maire et trois adjoints. Ces conseillers intègrent au complet le conseil municipal de Balleroy-sur-Drôme le 1er janvier 2016 jusqu'en 2020 et Gilbert Montaigne est élu maire de la commune nouvelle.

## Démographie
En 2021, la commune comptait 912 habitants. Depuis 2004, les enquêtes de recensement dans les communes de moins de 10 000 habitants ont lieu tous les cinq ans (en 2006, 2011, 2016, etc. pour Balleroy) et les chiffres de population municipale légale des autres années sont des estimations.
Balleroy a compté jusqu'à 1 395 habitants en 1836.
| 1793  | 1800  | 1806  | 1821  | 1831  | 1836  | 1841  | 1846  | 1851  |
| ----- | ----- | ----- | ----- | ----- | ----- | ----- | ----- | ----- |
| 1 228 | 1 176 | 1 391 | 1 326 | 1 267 | 1 395 | 1 310 | 1 291 | 1 311 |

| 1856  | 1861  | 1866  | 1872  | 1876  | 1881  | 1886  | 1891  | 1896  |
| ----- | ----- | ----- | ----- | ----- | ----- | ----- | ----- | ----- |
| 1 244 | 1 286 | 1 284 | 1 220 | 1 114 | 1 124 | 1 110 | 1 103 | 1 085 |

| 1901  | 1906  | 1911  | 1921 | 1926 | 1931 | 1936 | 1946 | 1954 |
| ----- | ----- | ----- | ---- | ---- | ---- | ---- | ---- | ---- |
| 1 059 | 1 037 | 1 015 | 913  | 850  | 882  | 836  | 950  | 866  |

| 1962 | 1968 | 1975 | 1982 | 1990 | 1999 | 2006 | 2011 | 2016 |
| ---- | ---- | ---- | ---- | ---- | ---- | ---- | ---- | ---- |
| 829  | 757  | 712  | 720  | 613  | 787  | 754  | 969  | 954  |

| 2019 | - | - | - | - | - | - | - | - |
| ---- | - | - | - | - | - | - | - | - |
| 928  | - | - | - | - | - | - | - | - |

## Économie
La commune se situe dans la zone géographique des appellations d'origine protégée (AOP) Beurre d'Isigny et Crème d'Isigny.

## Culture locale et patrimoine

### Lieux et monuments
- Le château de Balleroy, construit au XVIIe siècle par l'architecte François Mansart pour Jean de Choisy, conseiller de Louis XIII. Ses jardins à la française sont d'Henri Duchêne, d'après des plans d'André Le Nôtre. Le château qui resta dans la famille de Balleroy jusqu'en 1970, fait l'objet d'un classement au titre des monuments historiques depuis le 18 janvier 1951[14]. Malcolm Forbes, qui a racheté le château à la famille de Balleroy, y a établi un musée des montgolfières dans les anciennes écuries.
- L'église Saint-Martin, conçue par Mansart, qui rebâtira également le village autour du château, à côté de la grande perspective[15], est classée monument historique depuis le 21 avril 1951[16]. Trois tableaux, une Vierge à l'Enfant et une statue de saint Martin sont classés au titre objet[17].

### Activités et manifestations

#### Sports
L'Association sportive de Balleroy fait évoluer une équipe de football en division de district.

#### Manifestations
Chaque année a lieu un rassemblement de montgolfières au château de Balleroy. Ce rassemblement s'est arrêté en 1999 (19e édition, pour les 80 ans qu'aurait eu Malcolm Forbes). Depuis 2007, face à la demande du public, la fête a de nouveau lieu à la fin du mois de juin, mais elle ne se passe plus dans l'enceinte du château. C'est le comité des fêtes du village qui a repris l'idée et qui organise un petit rassemblement. Les festivités ont désormais lieu en haut du village, au niveau du stade.

#### Jumelages
Source : conseil général du Calvados.
- Shebbear (Royaume-Uni)
- Ribe (Danemark)
- Fô (Burkina Faso)

### Personnalités liées à la commune
- Charles Auguste de La Cour de Balleroy (1721 à Balleroy - 1794), aristocrate, lieutenant-général.
- Louis Charles d'Hervilly (1756-1795), comte d'Hervilly, chevalier, marquis de Leschelles, se marie avec Marie Louise Augustine La Cour de Balleroy (1758-1830), le 7 octobre 1778 au château de Balleroy, le château de la famille de sa femme.
- Louis James. D'une ancienne famille de Balleroy (James dit Lalande). Il part s'établir à Auxerre (Yonne) où il fonde le premier magasin moderne du département, en association avec le marchand local Lesseré. Célibataire, il fait venir un neveu (Achille) et une nièce (Hortense) pour reprendre ses parts dans l'affaire extrêmement prospère : c'est l'époque du Bonheur des Dames. Les magasins Soisson & James sont cédés vers 1970 à Eurodif[réf. nécessaire].
- Le comte Albert de Balleroy (1828-1872), député du Calvados[21], peintre spécialisé dans les scènes de chasse, partagea un atelier rue Lavoisier à Paris avec Édouard Manet[22].
- Malcolm Forbes (1919-1990)[23], milliardaire de la presse américaine, fut propriétaire du château à partir de 1970.

### Héraldique
| Blason de Balleroy | Blason  | D'azur au sautoir engrelé d'or accompagné en chef d'un croissant d'or et en flancs et en pointe de trois besants du même. |
| Blason de Balleroy | Détails | Le statut officiel du blason reste à déterminer. |
| Blason de Balleroy | Alias   | Écartelé : au premier et au quatrième d'azur au sautoir engrêlé d'or cantonné de quatre besants du même, au deuxième et au troisième d'argent aux trois cœurs de gueules. Le blason des quartiers 2 et 3 est celui de la famille de La Cour de Balleroy (éteinte), anciens marquis de Balleroy. |